# Gruppo della Tour Ronde
Il Gruppo della Tour Ronde è un massiccio montuoso delle Alpi del Monte Bianco nelle Alpi Graie. Si trova sul confine tra l'Italia e la Francia. Prende il nome dalla Tour Ronde che ne è la montagna principale.

## Delimitazioni
Il gruppo è delimitato ad ovest dal Colle della Fourche e ad est dal Colle del Gigante.

## Classificazione
Secondo la SOIUSA il Gruppo della Tour Ronde è un sottogruppo alpino con la seguente classificazione:
- Grande parte = Alpi Occidentali
- Grande settore = Alpi Nord-occidentali
- Sezione = Alpi Graie
- Sottosezione = Alpi del Monte Bianco
- Supergruppo = Massiccio del Monte Bianco
- Gruppo = Gruppo del Monte Bianco
- Sottogruppo = Gruppo della Tour Ronde
- Codice = I/B-7.V-B.2.f

## Suddivisione
Si suddivide in due settori (tra parentesi il codice SOIUSA delle suddivisioni):
- Cresta Tour Ronde-Mont de la Brenva (I/B-7.V-B.2.f/a)
- Cresta Aiguille d'Entrèves-Grand Flambeau (I/B-7.V-B.2.f/b)

## Montagne principali
Le montagne principali sono:
- Tour Ronde - 3.798 m
- Aiguille d'Entrèves - 3.604 m
- Grand Flambeau - 3.566 m
- Aiguille de Toula - 3.538 m
- Pic de la Brenva - 3.504 m
- Punta Helbronner - 3.462 m
- Petit Flambeau - 3.440 m
- Aiguille de la Brenva - 3.269 m
- La Vierge - 3.244 m
- Torrione d'Entrèves - 3.124 m
- Mont de la Brenva - 2.300 m